# Станційно-Ребріхинська сільська рада
Станці́йно-Ребрі́хинська сільська рада (рос. Станционно-Ребрихинский сельский совет) — сільське поселення у складі Ребріхинського району Алтайського краю Росії.
Адміністративний центр та єдиний населений пункт — селище Ребріха.

## Населення
Населення — 2588 осіб (2019; 2441 в 2010, 2660 у 2002).